# نادي خاك
نادي خاك الرياضي (بالكردية: یانەی وەرزشیی خاک) هو فريق كرة قدم عراقي مقره في كركوك، يلعب في الدوري العراقي الدرجة الثالثة والدوري الكردستاني الممتاز.